# Kant (miasto)
Kant – miasto w północnym Kirgistanie (obwód czujski); nad rzeką Czu; 30 tys. mieszkańców (2006). Położone 20 kilometrów od Biszkeku.